# 최루제

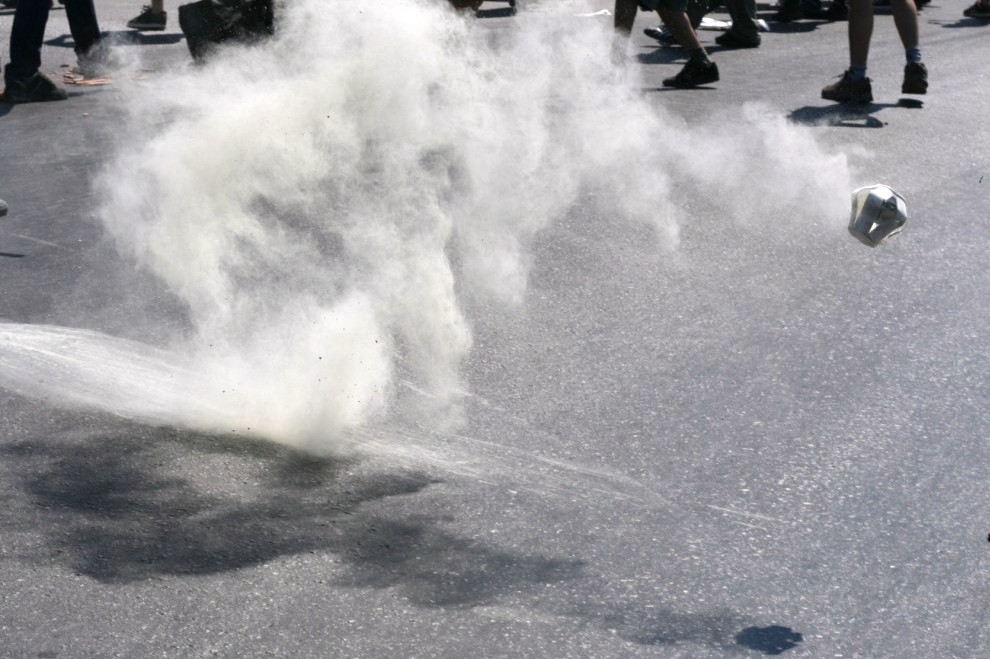
최루탄에서 분사되고 있는 최루 가스.

최루제(催淚劑, 영어: lachrymatory agent, lachrymator) 또는 눈물 가스(영어: tear gas)는 주로 눈을 따갑게 만들고 눈 주위에 통증을 일으키며 심지어는 일시적인 실명 현상을 일으키는 화합물이다. 보통은 단독으로 사용되지 않고 최루탄(催淚彈) 같은 형태의 화학 무기로 쓰인다. 주로 시위 진압용으로 많이 사용된다.
최루 가스로는 클로로피크린이나 클로로아세토페논이라 하는 가스가 주로 쓰인다. 간혹 겨자 가스를 사용한다는 주장도 있으나, 겨자 가스는 눈이나 피부 등을 통해 인체에 흡수되어 인체에 큰 손상을 주기 때문에 전쟁 목적이 아닌 일반적인 사용 목적으로는 잘 사용되지 않는다. 대한민국에서는 최루탄을 거의 사용하지 않고 있는데, 이는 학생운동가 이한열 열사가 후두부에 최루탄을 가격당해 사망한 사건처럼 최루탄으로 인한 사망 사건이나 중경상을 입는 사건들이 많이 발생했기 때문이다.

## 효과
최루 "가스(제)"는 가스가 아닌 에어로졸 화 된 고체 화합물로 구성된다. 최루탄의 최루가스나 최루액이 눈이나 피부, 호흡기 등으로 들어가면 일시적으로 눈물과 콧물이 분비되며 접촉 부위에서 극심한 통증을 느끼게 된다. 간혹 구토 증상을 일으키며, 피부 알레르기(allergy)를 일으키기도 하며 머리나 급소 등의 주요 부위에 맞을 경우 심한 경우 사망 할수도 있다.

## 같이 보기
- CS 가스
- 이한열